# Maymont
Maymont es un pueblo canadiense situado en la provincia de Saskatchewan.

## Superficie
Maymont tiene una superficie de 0,54 km².

## Demografía
En 2021, tenía 163 habitantes, una densidad poblacional de 300,7 hab./km², y 78 viviendas.